# Richard Sheldon
Richard (Dick) Sheldon (Rutland, 9 juli 1878 – New York, 23 januari 1935) was een Amerikaanse kogelstoter en discuswerper. Hij nam eenmaal deel aan de Olympische Spelen en won bij deze gelegenheid twee medailles.
Zijn eerste succes behaalde hij in 1896 doordat hij bij de IC4A-kampioenschappen het onderdeel kogelstoten won. Een jaar later werd hij bij de open Britse kampioenschappen tweede bij het kogelstoten en derde bij het kogelslingeren.
Sheldon nam deel aan de Olympische Spelen van 1900 in Parijs. Hij vertegenwoordigde de Verenigde Staten bij het kogelstoten en het discuswerpen. Bij het kogelstoten veroverde hij een gouden medaille door met een beste poging van 14,10 m zijn landgenoten Josiah McCracken (zilver; 12,85 m) en titelverdediger Bob Garrett (brons; 12,35 m) te verslaan. Hij was hiermee de jongste deelnemer ooit die een medaille won. Bij het discuswerpen moest hij genoegen nemen met het brons. Met 34,60 m eindigde hij achter de Hongaar Rudolf Bauer (goud; 36,04 m) en František Janda-Suk (zilver; 35,25 m).
Hij studeerde aan de Yale-universiteit waar hij ook lid was van het football team. Na zijn studie ging hij werken bij de autofabrikant Cadillac. Zijn broer Lewis Sheldon was eveneens een sterk atleet.

## Titels
- Olympisch kampioen kogelstoten - 1900
- Amerikaans kampioen kogelstoten - 1898, 1899
- Amerikaans kampioen discuswerpen - 1899, 1900
- Amerikaans kampioen gewichtwerpen (56 pond) - 1898
- IC4A kampioen kogelstoten - 1896, 1901

## Persoonlijke records
- kogelstoten - 14,25 m (1904)
- discuswerpen - 37,35 m (1899)

## Palmares

### Kogelstoten
- 1900:  OS - 14,10 m

### Discuswerpen
- 1900:  OS - 34,60 m

1896: Bob Garrett ·
1900: Richard Sheldon ·
1904: Ralph Rose ·
1906: Martin Sheridan ·
1908: Ralph Rose ·
1912: Pat McDonald ·
1920: Ville Pörhölä ·
1924: Bud Houser ·
1928: John Kuck ·
1932: Leo Sexton ·
1936: Hans Woellke ·
1948: Wilbur Thompson ·
1952: Parry O'Brien ·
1956: Parry O'Brien ·
1960: Bill Nieder ·
1964: Dallas Long ·
1968: Randy Matson ·
1972: Władysław Komar ·
1976: Udo Beyer ·
1980: Vladimir Kiseljov ·
1984: Alessandro Andrei ·
1988: Ulf Timmermann ·
1992: Mike Stulce ·
1996: Randy Barnes ·
2000: Arsi Harju ·
2004: Adam Nelson ·
2008: Tomasz Majewski ·
2012: Tomasz Majewski ·
2016: Ryan Crouser ·
2020: Ryan Crouser ·
2024: Ryan Crouser